# Adlai Ewing Stevenson
Pour les articles homonymes, voir Adlai Stevenson (homonymie), Stevenson et Ewing.
Adlai Ewing Stevenson I, né le 23 octobre 1835 dans le comté de Christian (Kentucky) et mort le 14 juin 1914 à Chicago, est un homme politique américain. Membre du Parti démocrate, il est représentant de l'Illinois entre 1875 et 1877 puis entre 1879 et 1881 ainsi que vice-président des États-Unis entre 1893 et 1897 dans la seconde administration du président Grover Cleveland.

## Biographie
Pendant la guerre de Sécession, Adlai Ewing Stevenson est procureur de district dans le comté de Woodford (Illinois). En 1874, il s'installe à Bloomington, où il est élu membre du Congrès sous les couleurs du Greenback Party (ancêtre du Parti populiste), auxquelles il ajoute bientôt l'étiquette de démocrate. Il est réélu en 1878.
En 1885, le président démocrate Grover Cleveland le nomme au poste de premier assistant du Postmaster General des États-Unis en lui demandant, conformément au système des dépouilles, de limoger près de 40 000 républicains employés par le service des Postes. Cette tâche, menée à bien, lui vaut le surnom de « bourreau » (headsman). Son efficacité dans cette mission de confiance lui vaut d'être choisi en 1892 comme candidat démocrate à la vice-présidence au côté de Grover Cleveland. Ce dernier ayant à nouveau été élu, Adlai Ewing Stevenson devient vice-président.
Il est à nouveau candidat à la vice-présidence en 1900, mais le ticket démocrate mené par William Jennings Bryan échoue face au ticket républicain porté par William McKinley et Theodore Roosevelt.
De confession presbytérienne, Adlai Ewing Stevenson est le grand-père d'Adlai Stevenson, gouverneur de l'Illinois (1949-1953), candidat démocrate malheureux à la présidence des États-Unis (1952 et 1956), et l'arrière-grand-père d'Adlai Stevenson III, sénateur démocrate de l'Illinois (1970-1981).